# Tembilahan Hilir
Tembilahan Hilir is een bestuurslaag in het regentschap Indragiri Hilir van de provincie Riau, Indonesië. Tembilahan Hilir telt 17.016 inwoners (volkstelling 2010).